# تساماگارو
تساماگارو (به لاتین: Tsambagarav) یک کوه در مغولستان است که در مغولستان واقع شده‌است. تساماگارو ۴٬۱۹۳ متر بالاتر از سطح دریا واقع شده‌است.